# Torebka kłębuszka nerkowego

Schemat budowy ciałka nerkowego

Torebka kłębuszka nerkowego, torebka Bowmana (łac. capsula glomeruli) – część ciałka nerkowego (części nefronu), zbudowana z nabłonka jednowarstwowego płaskiego, otaczająca naczynia krwionośne kłębuszka nerkowego. Składa się z dwóch warstw, zwanych blaszkami lub listkami:
- blaszki ściennej (listka ściennego) – nabłonka jednowarstwowego płaskiego, którego komórki ściśle do siebie przywierają. W biegunie kanalikowym przechodzi w nabłonek kanalika proksymalnego
- blaszki trzewnej (listka trzewnego) – warstwy wysoko wyspecjalizowanych komórek (podocytów), które charakteryzują się licznymi wypustkami (łac. podium)

Pomiędzy blaszkami (listkami) znajduje się wypełniona moczem pierwotnym przestrzeń, zwana jamą torebki, światłem torebki lub przestrzenią moczową.
Nazwa eponimiczna upamiętnia brytyjskiego chirurga i anatoma Williama Bowmana (1816–1892).